# لامین ترائوره (بازیکن فوتبال، زاده ۱۹۹۳)
لامین ترائوره (انگلیسی: Lamine Traoré؛ زادهٔ ۲۱ سپتامبر ۱۹۹۳) بازیکن فوتبال اهل مالی است.
وی همچنین در تیم ملی فوتبال مالی بازی کرده است.